# Lista gal wrestlingu w Polsce
Poniżej znajduje się lista gal wrestlingu, które odbyły się na terenie Polski.
| Lp.  | Data                      | Organizacja                                   | Pochodzenie organizacji | Nazwa                                                    | Miejsce                                               | Przypisy                      |
| ---- | ------------------------- | --------------------------------------------- | ----------------------- | -------------------------------------------------------- | ----------------------------------------------------- | ----------------------------- |
| 1.   | 14 grudnia 1993(dts)      | niezależna grupa                              | USA                     | American Wrestling World's Superstars                    | Warszawa, Hala Torwar                                 | [ 2 ] [ 3 ] [ 4 ] [ 5 ] [ 6 ] |
| 2.   | 20 lipca 2009(dts)        | Do or Die Wrestling                           | Polska                  | DDW Open House                                           | Warszawa, Klub Karuzela                               | [ 7 ]                         |
| 3.   | 8 sierpnia 2009(dts)      | Do or Die Wrestling                           | Polska                  | DDW Student Show                                         | Warszawa, Klub Karuzela                               | [ 8 ]                         |
| 4.   | 24 października 2009(dts) | Do or Die Wrestling                           | Polska                  | DDW #3                                                   | Warszawa, Klub Karuzela                               | [ 9 ]                         |
| 5.   | 27 lutego 2010(dts)       | Total Blast Wrestling                         | Polska                  | TBW                                                      | Radom, Klub Strefa G2                                 | [ 10 ]                        |
| 6.   | 8 maja 2010(dts)          | Do or Die Wrestling                           | Polska                  | DDW All Or Nothing                                       | Warszawa, Klub Karuzela                               | [ 11 ]                        |
| 7.   | 5 czerwca 2010(dts)       | Total Blast Wrestling                         | Polska                  | TBW                                                      | Zawiercie, Hala OSiR II                               | [ 12 ]                        |
| 8.   | 15 stycznia 2011(dts)     | Do or Die Wrestling                           | Polska                  | DDW #5: Dzień Sądu                                       | Kąty Wrocławskie, Hala GOKiS                          | [ 13 ]                        |
| 9.   | 11 listopada 2011(dts)    | WWE, SmackDown                                | USA                     | WWE SmackDown House Show                                 | Sopot, Ergo Arena                                     | [ 14 ]                        |
| 10.  | 9 marca 2012(dts)         | Do or Die Wrestling                           | Polska                  | DDW #6                                                   | Rzeszów, Klub Pod Palmą                               | [ 15 ]                        |
| 11.  | 10 marca 2012(dts)        | Do or Die Wrestling                           | Polska                  | DDW #7                                                   | Kolbuszowa, Liceum Ogólnokształcące im. Janka Bytnara | [ 16 ]                        |
| 12.  | 12 kwietnia 2012(dts)     | WWE, Raw                                      | USA                     | WWE RAW House Show                                       | Sopot, Ergo Arena                                     | [ 17 ]                        |
| 13.  | 27 kwietnia 2013(dts)     | WWE, Raw                                      | USA                     | WWE RAW House Show                                       | Łódź, Atlas Arena                                     | [ 18 ]                        |
| 14.  | 17 sierpnia 2013(dts)     | Do or Die Wrestling                           | Polska                  | DDW #8                                                   | Rzeszów, Klub Pod Palmą                               | [ 19 ]                        |
| 15.  | 25 sierpnia 2013(dts)     | Do or Die Wrestling                           | Polska                  | DDW gala charytatywna                                    | Rzeszów                                               | [ 20 ]                        |
| 16.  | 25 października 2013(dts) | Do or Die Wrestling                           | Polska                  | DDW #9                                                   | Rzeszów, Klub Pod Palmą                               | [ 21 ]                        |
| 17.  | 10 maja 2014(dts)         | Maniac Zone Wrestling                         | Polska                  | MZW Pokaz Adeptów                                        | Niedźwiedzica                                         | [ 22 ]                        |
| 18.  | 21 czerwca 2014(dts)      | Maniac Zone Wrestling                         | Polska                  | MZW                                                      | Smolec                                                | [ 23 ]                        |
| 19.  | 16 sierpnia 2014(dts)     | Do or Die Wrestling                           | Polska                  | DDW Pokaz Adeptów                                        | Rzeszów, Klub Pod Palmą                               | [ 24 ]                        |
| 20.  | 17 sierpnia 2014(dts)     | Do or Die Wrestling                           | Polska                  | DDW All Or Nothing II                                    | Rzeszów, Klub Pod Palmą                               | [ 25 ]                        |
| 21.  | 30 sierpnia 2014(dts)     | Maniac Zone Wrestling                         | Polska                  | MZW Wakacyjny Slam                                       | Opawa                                                 | [ 26 ]                        |
| 22.  | 18 października 2014(dts) | Maniac Zone Wrestling                         | Polska                  | MZW @ Fenix Boxing Night                                 | Gniezno, Hotel Feniks                                 | [ 27 ]                        |
| 23.  | 25 października 2014(dts) | Maniac Zone Wrestling                         | Polska                  | MZW Wrestlefans Party                                    | Niedźwiedzica                                         | [ 28 ]                        |
| 24.  | 7 listopada 2014(dts)     | Maniac Zone Wrestling                         | Polska                  | MZW Podziemny Krąg                                       | Legnica                                               | [ 29 ]                        |
| 25.  | 13 grudnia 2014(dts)      | Do or Die Wrestling                           | Polska                  | DDW #12                                                  | Gdańsk, Sala gimnastyczna Gimnazjum nr 8              | [ 30 ]                        |
| 26.  | 11 stycznia 2015(dts)     | Maniac Zone Wrestling                         | Polska                  | MZW Charity Show 2015                                    | Głuchołazy, Gminny Ośrodek Sportu i Rekreacji         | [ 31 ]                        |
| 27.  | 11 stycznia 2015(dts)     | Do or Die Wrestling                           | Polska                  | DDW WrestlingArt                                         | Przywidz, Sala gimnastyczna Zespołu Szkół             | [ 32 ]                        |
| 28.  | 14 marca 2015(dts)        | Do or Die Wrestling                           | Polska                  | DDW House Show #1                                        | Gdańsk, Sala gimnastyczna Gimnazjum nr 8              | [ 33 ]                        |
| 29.  | 15 marca 2015(dts)        | Maniac Zone Wrestling                         | Polska                  | MZW @ Wyciskanie Sztangi                                 | Głuchołazy, Gminny Ośrodek Sportu i Rekreacji         | [ 34 ]                        |
| 30.  | 15 kwietnia 2015(dts)     | WWE                                           | USA                     | WWE Live                                                 | Warszawa, Hala Torwar                                 | [ 35 ]                        |
| 31.  | 2 maja 2015(dts)          | Do or Die Wrestling                           | Polska                  | DDW House Show #2                                        | Gdańsk, Sala gimnastyczna Gimnazjum nr 8              | [ 36 ]                        |
| 32.  | 24 maja 2015(dts)         | Maniac Zone Wrestling                         | Polska                  | MZW Pre-War                                              | Głuchołazy, Gminny Ośrodek Sportu i Rekreacji         | [ 37 ]                        |
| 33.  | 31 maja 2015(dts)         | Maniac Zone Wrestling                         | Polska                  | MZW Champions War                                        | Głuchołazy, Gminny Ośrodek Sportu i Rekreacji         | [ 38 ]                        |
| 34.  | 24 lipca 2015(dts)        | Do or Die Wrestling                           | Polska                  | DDW @ Baltikon 2015                                      | Sopot, Zespół Szkół nr 1 im. Marii Skłodowskiej-Curie | [ 39 ] [ 40 ] [ 41 ] [ 42 ]   |
| 35.  | 22 sierpnia 2015(dts)     | Maniac Zone Wrestling                         | Polska                  | MZW Podziemny Krąg 2015                                  | Wrocław                                               | [ 43 ] [ 44 ]                 |
| 36.  | 5 września 2015(dts)      | Maniac Zone Wrestling                         | Polska                  | MZW                                                      | Opawa                                                 | [ 45 ]                        |
| 37.  | 14 listopada 2015(dts)    | Kombat Pro Wrestling                          | Polska                  | KPW Vs. The World: Hung(a)ry For Kombat                  | Gdańsk, Sala Gimnastyczna Zespołu Szkół               | [ 46 ] [ 47 ]                 |
| 38.  | 11 grudnia 2015(dts)      | Kombat Pro Wrestling                          | Polska                  | KPW @ Gdynia Game Festival – dzień 1                     | Gdynia, Gdynia Arena                                  | [ 46 ] [ 48 ]                 |
| 39.  | 12 grudnia 2015(dts)      | Kombat Pro Wrestling                          | Polska                  | KPW @ Gdynia Game Festival – dzień 2                     | Gdynia, Gdynia Arena                                  | [ 46 ] [ 49 ]                 |
| 40.  | 13 grudnia 2015(dts)      | Kombat Pro Wrestling                          | Polska                  | KPW @ Gdynia Game Festival – dzień 3                     | Gdynia, Gdynia Arena                                  | [ 46 ] [ 50 ]                 |
| 41.  | 10 stycznia 2016(dts)     | Maniac Zone Wrestling                         | Polska                  | MZW Champions War II                                     | Głuchołazy, Gminny Ośrodek Sportu i Rekreacji         | [ 51 ]                        |
| 42.  | 27 lutego 2016(dts)       | Kombat Pro Wrestling                          | Polska                  | KPW Arena 1                                              | Trąbki Wielkie, sala gimnastyczna                     | [ 46 ] [ 52 ]                 |
| 43.  | 12 marca 2016(dts)        | Maniac Zone Wrestling                         | Polska                  | MZW @ Wyciskanie Sztangi 2016                            | Głuchołazy, Gminny Ośrodek Sportu i Rekreacji         | [ 53 ]                        |
| 44.  | 30 kwietnia 2016(dts)     | Kombat Pro Wrestling                          | Polska                  | KPW Arena 2                                              | Gdańsk, sala gimnastyczna                             | [ 46 ] [ 54 ]                 |
| 45.  | 14 maja 2016(dts)         | Maniac Zone Wrestling                         | Polska                  | MZW Beatdown                                             | Głuchołazy, Gminny Ośrodek Sportu i Rekreacji         | [ 55 ]                        |
| 46.  | 11 czerwca 2016(dts)      | Kombat Pro Wrestling                          | Polska                  | KPW Arena 3                                              | Gdańsk, sala gimnastyczna                             | [ 46 ] [ 56 ]                 |
| 47.  | 23 lipca 2016(dts)        | Kombat Pro Wrestling                          | Polska                  | KPW OldTown                                              | Stargard, Lotnisko Kluczewo                           | [ 46 ] [ 57 ]                 |
| 48.  | 13 sierpnia 2016(dts)     | Kombat Pro Wrestling                          | Polska                  | KPW Godzina Zero 2016                                    | Gdynia, Gdyńskie Centrum Sportu                       | [ 46 ] [ 58 ]                 |
| 49.  | 3 września 2016(dts)      | Maniac Zone Wrestling                         | Polska                  | MZW @ Zajebisty Bieg WOP-isty                            | Opawa                                                 | [ 59 ]                        |
| 50.  | 10 września 2016(dts)     | Maniac Zone Wrestling                         | Polska                  | MZW Lucha Show                                           | Inowrocław                                            | [ 60 ]                        |
| 51.  | 5 listopada 2016(dts)     | Maniac Zone Wrestling                         | Polska                  | MZW Revolution                                           | Głuchołazy, Gminny Ośrodek Sportu i Rekreacji         | [ 61 ]                        |
| 52.  | 26 listopada 2016(dts)    | Kombat Pro Wrestling                          | Polska                  | KPW Arena 4: Nowy Rozdzial                               | Gdańsk, Hallera 16                                    | [ 46 ] [ 62 ]                 |
| 53.  | 14 stycznia 2017(dts)     | Kombat Pro Wrestling                          | Polska                  | KPW Arena V: Atlantic City                               | Gdynia, Klub Atlantic                                 | [ 46 ] [ 63 ]                 |
| 54.  | 15 stycznia 2017(dts)     | Maniac Zone Wrestling                         | Polska                  | MZW Charity Show 2017                                    | Głuchołazy, Gminny Ośrodek Sportu i Rekreacji         | [ 64 ]                        |
| 55.  | 4 lutego 2017(dts)        | Kombat Pro Wrestling                          | Polska                  | KPW Szlamfest                                            | Gdańsk, Stocznia Gdańska, Klub B90                    | [ 46 ] [ 65 ]                 |
| 56.  | 18 lutego 2017(dts)       | Maniac Zone Wrestling                         | Polska                  | MZW Beatdown II                                          | Wrocław, Dom Kultury Bakara                           | [ 66 ]                        |
| 57.  | 8 kwietnia 2017(dts)      | Kombat Pro Wrestling                          | Polska                  | KPW Arena 6: Selekcja                                    | Gdynia, Klub Atlantic                                 | [ 46 ] [ 67 ]                 |
| 58.  | 3 czerwca 2017(dts)       | Maniac Zone Wrestling                         | Polska                  | MZW Champions War III                                    | Głuchołazy, Gminny Ośrodek Sportu i Rekreacji         | [ 68 ]                        |
| 59.  | 10 czerwca 2017(dts)      | Kombat Pro Wrestling                          | Polska                  | KPW Arena 7: Wysoka Stawka                               | Gdynia, Klub Atlantic                                 | [ 46 ] [ 69 ]                 |
| 60.  | 23 lipca 2017(dts)        | Kombat Pro Wrestling                          | Polska                  | KPW OldTown 2: Turniej                                   | Stargard, Lotnisko Kluczewo                           | [ 46 ] [ 70 ]                 |
| 61.  | 12 sierpnia 2017(dts)     | Kombat Pro Wrestling                          | Polska                  | KPW Godzina Zero 2017                                    | Gdynia, Gdyńskie Centrum Sportu                       | [ 46 ] [ 71 ]                 |
| 62.  | 22 października 2017(dts) | Kombat Pro Wrestling                          | Polska                  | KPW World Travel Show                                    | Nadarzyn, Ptak Warsaw Expo                            | [ 46 ] [ 72 ]                 |
| 63.  | 18 listopada 2017(dts)    | Kombat Pro Wrestling                          | Polska                  | KPW Arena 8: Droga Bez Powrotu                           | Gdynia, Gdyńskie Centrum Sportu                       | [ 46 ] [ 73 ]                 |
| 64.  | 2 grudnia 2017(dts)       | Maniac Zone Wrestling                         | Polska                  | MZW Freak Show                                           | Wrocław, Dom Kultury Bakara                           | [ 74 ]                        |
| 65.  | 14 stycznia 2018(dts)     | Maniac Zone Wrestling                         | Polska                  | MZW Big Rumble - 26 Anniversary                          | Głuchołazy, Gminny Ośrodek Sportu i Rekreacji         | [ 75 ]                        |
| 66.  | 10 marca 2018(dts)        | Kombat Pro Wrestling                          | Polska                  | KPW Arena 9: Na Krawędzi                                 | Gdańsk, Stocznia Gdańska, Klub B90                    | [ 46 ] [ 76 ]                 |
| 67.  | 26 maja 2018(dts)         | Kombat Pro Wrestling                          | Polska                  | KPW Arena X: Kawaleria vs. Sojusz                        | Gdynia, Gdyńskie Centrum Sportu                       | [ 46 ] [ 77 ]                 |
| 68.  | 14 lipca 2018(dts)        | Kombat Pro Wrestling                          | Polska                  | KPW OldTown 3                                            | Stargard, Lotnisko Kluczewo                           | [ 46 ] [ 78 ]                 |
| 69.  | 11 sierpnia 2018(dts)     | Kombat Pro Wrestling                          | Polska                  | KPW Godzina Zero 2018                                    | Gdynia, Gdyńskie Centrum Sportu                       | [ 46 ] [ 79 ]                 |
| 70.  | 13 października 2018(dts) | Maniac Zone Wrestling                         | Polska                  | MZW Project 1: New Beginning                             | Wrocław, Dom Kultury Bakara                           | [ 80 ]                        |
| 71.  | 3 listopada 2018(dts)     | Kombat Pro Wrestling                          | Polska                  | KPW Arena 11: Podwójne Zagrożenie                        | Gdynia, Gdyńskie Centrum Sportu                       | [ 46 ] [ 81 ]                 |
| 72.  | 8 grudnia 2018(dts)       | Maniac Zone Wrestling                         | Polska                  | MZW Project 2: Four                                      | Wrocław, Czasoprzestrzeń                              | [ 82 ]                        |
| 73.  | 19 stycznia 2019(dts)     | Kombat Pro Wrestling                          | Polska                  | KPW Arena 12: Gwiazda Północy                            | Gdynia, Gdyńskie Centrum Sportu                       | [ 46 ] [ 83 ]                 |
| 74.  | 9 lutego 2019(dts)        | Maniac Zone Wrestling                         | Polska                  | MZW Project 3: Black & White                             | Wrocław, Czasoprzestrzeń                              | [ 84 ]                        |
| 75.  | 23 marca 2019(dts)        | Maniac Zone Wrestling                         | Polska                  | MZW Project 4: Open Your Eyes                            | Wrocław, Czasoprzestrzeń                              | [ 85 ]                        |
| 76.  | 5 kwietnia 2019(dts)      | Kombat Pro Wrestling                          | Polska                  | KPW Arena 13: Capo di Tutti Capi                         | Gdynia, Gdyńskie Centrum Sportu                       | [ 46 ] [ 86 ]                 |
| 77.  | 1 czerwca 2019(dts)       | Maniac Zone Wrestling                         | Polska                  | MZW Project 5: Hero                                      | Wrocław, Czasoprzestrzeń                              | [ 87 ]                        |
| 78.  | 15 czerwca 2019(dts)      | Kombat Pro Wrestling                          | Polska                  | KPW Arena 14: Następny Poziom                            | Gdańsk, Stocznia Gdańska, Klub B90                    | [ 46 ] [ 88 ]                 |
| 79.  | 13 lipca 2019(dts)        | Kombat Pro Wrestling                          | Polska                  | KPW OldTown 4: dzień 1                                   | Stargard, Lotnisko Kluczewo                           | [ 46 ] [ 89 ]                 |
| 80.  | 20 lipca 2019(dts)        | Kombat Pro Wrestling                          | Polska                  | KPW OldTown 4: dzień 2                                   | Stargard, Lotnisko Kluczewo                           | [ 46 ] [ 90 ]                 |
| 81.  | 17 sierpnia 2019(dts)     | Kombat Pro Wrestling                          | Polska                  | KPW Godzina Zero 2019                                    | Gdynia, Gdyńskie Centrum Sportu                       | [ 46 ] [ 91 ]                 |
| 82.  | 24 sierpnia 2019(dts)     | Maniac Zone Wrestling                         | Polska                  | MZW Project 6: Death & Glory                             | Wrocław, Czasoprzestrzeń                              | [ 92 ]                        |
| 83.  | 16 listopada 2019(dts)    | Kombat Pro Wrestling                          | Polska                  | KPW Arena 15: Świeża Krew                                | Gdynia, Gdyńskie Centrum Sportu                       | [ 46 ] [ 93 ]                 |
| 84.  | 18 stycznia 2020(dts)     | Maniac Zone Wrestling                         | Polska                  | MZW Project 7: Golden Road                               | Wrocław, Dom Kultury Bakara                           | [ 94 ]                        |
| 85.  | 1 lutego 2020(dts)        | Kombat Pro Wrestling                          | Polska                  | KPW Arena 16: Polowanie                                  | Gdynia, Gdyńskie Centrum Sportu                       | [ 46 ] [ 95 ]                 |
| 86.  | 15 lutego 2020(dts)       | PpW Ewenement Wrestling                       | Polska                  | PpW Brawl for the Puppies                                | Warszawa, Pub 2Koła                                   | [ 96 ] [ 97 ]                 |
| 87.  | 18 marca 2021(dts)        | Maniac Zone Wrestling                         | Polska                  | MZW Project Basement #1                                  | Wrocław                                               | [ 98 ]                        |
| 88.  | 9 kwietnia 2021(dts)      | Maniac Zone Wrestling                         | Polska                  | MZW Project Basement #2                                  | Wrocław                                               | [ 99 ]                        |
| 89.  | 30 kwietnia 2021(dts)     | Maniac Zone Wrestling                         | Polska                  | MZW Project Basement #3                                  | Wrocław                                               | [ 100 ]                       |
| 90.  | 11 czerwca 2021(dts)      | Maniac Zone Wrestling                         | Polska                  | MZW Project Basement #4                                  | Wrocław                                               | [ 101 ]                       |
| 91.  | 12 czerwca 2021(dts)      | PpW Ewenement Wrestling                       | Polska                  | PpW Ledwo legalne                                        | Warszawa, Pub 2Koła                                   | [ 96 ] [ 102 ]                |
| 92.  | 21 lipca 2021(dts)        | Maniac Zone Wrestling                         | Polska                  | MZW Project Basement #5                                  | Wrocław                                               | [ 103 ]                       |
| 93.  | 21 lipca 2021(dts)        | Maniac Zone Wrestling                         | Polska                  | MZW Project Basement #6                                  | Wrocław                                               | [ 104 ]                       |
| 94.  | 30 lipca 2021(dts)        | PpW Ewenement Wrestling                       | Polska                  | PpW Poznań SuperShow 2021 – dzień 1                      | Poznań, Poznań Congress Center                        | [ 105 ]                       |
| 95.  | 31 lipca 2021(dts)        | PpW Ewenement Wrestling                       | Polska                  | PpW Poznań SuperShow 2021 – dzień 2                      | Poznań, Poznań Congress Center                        | [ 105 ]                       |
| 96.  | 14 sierpnia 2021(dts)     | Maniac Zone Wrestling                         | Polska                  | MZW Project 8: Golden Road Finals                        | Wrocław, Czasoprzestrzeń                              | [ 106 ]                       |
| 97.  | 21 sierpnia 2021(dts)     | Kombat Pro Wrestling                          | Polska                  | KPW Arena 17: Odrodzenie                                 | Gdynia, Gdyńskie Centrum Sportu                       | [ 46 ] [ 107 ]                |
| 98.  | 11 września 2021(dts)     | PpW Ewenement Wrestling                       | Polska                  | PpW Inside job                                           | Warszawa, Pub 2Koła                                   | [ 96 ] [ 108 ]                |
| 99.  | 9 października 2021(dts)  | Prime Time Wrestling                          | Polska                  | Kinguin PTW #1: REVOLUCJA                                | Chorzów, MORiS Chorzów                                | [ 109 ]                       |
| 100. | 19 grudnia 2021(dts)      | Prime Time Wrestling                          | Polska                  | Kinguin PTW Underground 1                                | Chorzów, Targowa 7F                                   | [ 110 ]                       |
| 101. | 23 stycznia 2022(dts)     | Prime Time Wrestling                          | Polska                  | Kinguin PTW Underground 2                                | Chorzów, Targowa 7F                                   | [ 111 ]                       |
| 102. | 19 lutego 2022(dts)       | Prime Time Wrestling                          | Polska                  | Kinguin PTW #2: BlackOut                                 | Chorzów, MORiS Chorzów                                | [ 112 ]                       |
| 103. | 12 marca 2022(dts)        | PpW Ewenement Wrestling                       | Polska                  | PpW Mistrz jest tylko jeden                              | Warszawa, Pub 2Koła                                   | [ 96 ] [ 113 ]                |
| 104. | 18 marca 2022(dts)        | Kombat Pro Wrestling                          | Polska                  | KPW Arena 18: Powrót do przyszłości                      | Gdynia, Nowy Harem                                    | [ 46 ] [ 114 ]                |
| 105. | 27 marca 2022(dts)        | Prime Time Wrestling                          | Polska                  | Kinguin PTW Underground 3                                | Chorzów, Targowa 7F                                   | [ 115 ]                       |
| 106. | 24 kwietnia 2022(dts)     | Prime Time Wrestling                          | Polska                  | Kinguin PTW Underground 4                                | Chorzów, Targowa 7F                                   | [ 116 ]                       |
| 107. | 21 maja 2022(dts)         | PpW Ewenement Wrestling                       | Polska                  | PpW Ledwo legalne II                                     | Warszawa, Waldorffa 25                                | [ 96 ] [ 117 ]                |
| 108. | 29 maja 2022(dts)         | Prime Time Wrestling                          | Polska                  | Kinguin PTW Underground 5                                | Chorzów, Targowa 7F                                   | [ 118 ]                       |
| 109. | 10 czerwca 2022(dts)      | Kombat Pro Wrestling                          | Polska                  | KPW Arena 19: Oko za oko                                 | Gdynia, Nowy Harem                                    | [ 46 ] [ 119 ]                |
| 110. | 18 czerwca 2022(dts)      | Kombat Pro Wrestling                          | Polska                  | KPW @ Pyrkon 2022                                        | Poznań, Międzynarodowe Targi Poznańskie               | [ 46 ] [ 120 ]                |
| 111. | 26 czerwca 2022(dts)      | Prime Time Wrestling                          | Polska                  | Kinguin PTW Underground 6                                | Chorzów, Targowa 7F                                   | [ 121 ]                       |
| 112. | 30 lipca 2022(dts)        | Kombat Pro Wrestling                          | Polska                  | KPW @ Gdańsk Tattoo Konwent 2022 – dzień 1               | Gdańsk, AmberExpo                                     | [ 46 ] [ 122 ]                |
| 113. | 31 lipca 2022(dts)        | Kombat Pro Wrestling                          | Polska                  | KPW @ Gdańsk Tattoo Konwent 2022 – dzień 2               | Gdańsk, AmberExpo                                     | [ 46 ] [ 123 ]                |
| 114. | 31 lipca 2022(dts)        | Prime Time Wrestling                          | Polska                  | Kinguin PTW X RYUCON                                     | Kraków, Tauron Arena                                  | [ 124 ]                       |
| 115. | 28 sierpnia 2022(dts)     | Prime Time Wrestling                          | Polska                  | Kinguin PTW Underground 7                                | Chorzów, Targowa 7F                                   | [ 125 ]                       |
| 116. | 10 września 2022(dts)     | PpW Ewenement Wrestling                       | Polska                  | PpW Brak mi słów                                         | Warszawa, Waldorffa 25                                | [ 96 ] [ 126 ]                |
| 117. | 17 września 2022(dts)     | Kombat Pro Wrestling                          | Polska                  | KPW Godzina Zero 2022                                    | Gdynia, Nowy Harem                                    | [ 46 ] [ 127 ]                |
| 118. | 25 września 2022(dts)     | Prime Time Wrestling                          | Polska                  | Kinguin PTW Underground 8                                | Chorzów, Targowa 7F                                   | [ 128 ]                       |
| 119. | 30 października 2022(dts) | Prime Time Wrestling                          | Polska                  | Kinguin PTW Underground 9                                | Chorzów, Targowa 7F                                   | [ 129 ]                       |
| 120. | 25 listopada 2022(dts)    | PpW Ewenement Wrestling                       | Polska                  | PpW Najlepsza gala w mieście                             | Warszawa, Waldorffa 25                                | [ 96 ] [ 130 ]                |
| 121. | 26 listopada 2022(dts)    | Prime Time Wrestling                          | Polska                  | Kinguin PTW #3: Legends                                  | Warszawa, Hala Bemowo                                 | [ 131 ]                       |
| 122. | 16 grudnia 2022(dts)      | Kombat Pro Wrestling                          | Polska                  | KPW Arena 20: Świąteczna awantura                        | Gdynia, Nowy Harem                                    | [ 46 ] [ 132 ]                |
| 123. | 28 stycznia 2023(dts)     | Prime Time Wrestling                          | Polska                  | Kinguin PTW Underground 10                               | Chorzów, Targowa 7F                                   | [ 133 ]                       |
| 124. | 29 stycznia 2023(dts)     | Prime Time Wrestling                          | Polska                  | Kinguin PTW Underground 11                               | Chorzów, Targowa 7F                                   | [ 134 ]                       |
| 125. | 4 lutego 2023(dts)        | PpW Ewenement Wrestling                       | Polska                  | PpW Back to the OG                                       | Warszawa, Pub 2Koła                                   | [ 96 ] [ 135 ]                |
| 126. | 24 lutego 2023(dts)       | Kombat Pro Wrestling                          | Polska                  | KPW Arena 21: Stara szkoła                               | Gdynia, Nowy Harem                                    | [ 46 ] [ 136 ]                |
| 127. | 26 lutego 2023(dts)       | Prime Time Wrestling                          | Polska                  | Kinguin PTW Underground 12                               | Chorzów, Targowa 7F                                   | [ 137 ]                       |
| 128. | 11 marca 2023(dts)        | Maniac Zone Wrestling                         | Polska                  | MZW Game ON                                              | Wrocław, Czasoprzestrzeń                              | [ 138 ]                       |
| 129. | 11 marca 2023(dts)        | PpW Ewenement Wrestling                       | Polska                  | PpW Piwa i igrzysk                                       | Warszawa, Waldorffa 25                                | [ 96 ] [ 139 ]                |
| 130. | 26 marca 2023(dts)        | Prime Time Wrestling                          | Polska                  | Kinguin PTW Underground 13                               | Chorzów, Targowa 7F                                   | [ 140 ]                       |
| 131. | 23 kwietnia 2023(dts)     | Prime Time Wrestling                          | Polska                  | PTW Underground 14                                       | Chorzów, Targowa 7F                                   | [ 141 ]                       |
| 132. | 6 maja 2023(dts)          | PpW Ewenement Wrestling                       | Polska                  | PpW Mistrzowskie rozdanie                                | Warszawa, Waldorffa 25                                | [ 96 ] [ 142 ]                |
| 133. | 19 maja 2023(dts)         | Kombat Pro Wrestling                          | Polska                  | KPW Arena 22: Teczka prezesa                             | Gdynia, Nowy Harem                                    | [ 46 ] [ 143 ]                |
| 134. | 28 maja 2023(dts)         | Prime Time Wrestling                          | Polska                  | PTW Underground 15                                       | Chorzów, Targowa 7F                                   | [ 144 ]                       |
| 135. | 17 czerwca 2023(dts)      | Kombat Pro Wrestling                          | Polska                  | KPW @ Pyrkon 2023                                        | Poznań, Międzynarodowe Targi Poznańskie               | [ 46 ] [ 145 ]                |
| 136. | 17 czerwca 2023(dts)      | PpW Ewenement Wrestling                       | Polska                  | PpW Ledwo legalne III                                    | Warszawa, Waldorffa 25                                | [ 96 ] [ 146 ]                |
| 137. | 25 czerwca 2023(dts)      | Prime Time Wrestling                          | Polska                  | PTW #4: The Mystery                                      | Wrocław, Czasoprzestrzeń                              | [ 147 ]                       |
| 138. | 16 lipca 2023(dts)        | Prime Time Wrestling                          | Polska                  | PTW X RYUCON 2                                           | Kraków, Tauron Arena                                  | [ 148 ]                       |
| 139. | 30 lipca 2023(dts)        | Prime Time Wrestling                          | Polska                  | PTW Underground 16                                       | Chorzów, Targowa 7F                                   | [ 149 ]                       |
| 140. | 18 sierpnia 2023(dts)     | Kombat Pro Wrestling                          | Polska                  | KPW Godzina Zero 2023                                    | Gdynia, Nowy Harem                                    | [ 46 ] [ 150 ]                |
| 141. | 3 września 2023(dts)      | Prime Time Wrestling                          | Polska                  | PTW Underground 17                                       | Chorzów, Targowa 7F                                   | [ 151 ]                       |
| 142. | 9 września 2023(dts)      | PpW Ewenement Wrestling                       | Polska                  | PpW Czyste intencje                                      | Warszawa, Waldorffa 25                                | [ 96 ] [ 152 ]                |
| 143. | 23 września 2023(dts)     | Maniac Zone Wrestling PpW Ewenement Wrestling | Polska                  | MZW Żadnych granic                                       | Wrocław, Czasoprzestrzeń                              | [ 153 ] [ 154 ] [ 155 ]       |
| 144. | 1 października 2023(dts)  | Prime Time Wrestling                          | Polska                  | PTW Underground 18                                       | Chorzów, Targowa 7F                                   | [ 156 ]                       |
| 145. | 24 listopada 2023(dts)    | Kombat Pro Wrestling                          | Polska                  | KPW Arena 23: Zabójcze wyzwanie                          | Gdynia, Nowy Harem                                    | [ 46 ] [ 157 ]                |
| 146. | 24 listopada 2023(dts)    | PpW Ewenement Wrestling                       | Polska                  | PpW Piwo Przyjacielem Wrestlingu – dzień 1               | Poznań, Międzynarodowe Targi Poznańskie               | [ 158 ]                       |
| 147. | 25 listopada 2023(dts)    | PpW Ewenement Wrestling                       | Polska                  | PpW Piwo Przyjacielem Wrestlingu – dzień 2               | Poznań, Międzynarodowe Targi Poznańskie               | [ 158 ]                       |
| 148. | 8 grudnia 2023(dts)       | PpW Ewenement Wrestling                       | Polska                  | PpW Turbo OG                                             | Warszawa, Pub 2Koła                                   | [ 96 ] [ 159 ]                |
| 149. | 9 grudnia 2023(dts)       | Prime Time Wrestling                          | Polska                  | PTW Underground 19                                       | Chorzów, Targowa 7F                                   | [ 160 ]                       |
| 150. | 10 grudnia 2023(dts)      | Prime Time Wrestling                          | Polska                  | PTW Underground 20                                       | Chorzów, Targowa 7F                                   | [ 161 ]                       |
| 151. | 3 lutego 2024(dts)        | Prime Time Wrestling                          | Polska                  | PTW #5: Gold Rush                                        | Częstochowa, Hotel Scout                              | [ 162 ]                       |
| 152. | 10 lutego 2024(dts)       | PpW Ewenement Wrestling                       | Polska                  | PpW Miasto bezprawia                                     | Warszawa, Teatr Komuna                                | [ 96 ] [ 163 ]                |
| 153. | 16 lutego 2024(dts)       | Kombat Pro Wrestling                          | Polska                  | KPW Arena 24: Zagrożenie lawinowe                        | Gdynia, Nowy Harem                                    | [ 46 ] [ 164 ]                |
| 154. | 13 kwietnia 2024(dts)     | Prime Time Wrestling                          | Polska                  | PTW Underground 21                                       | Kozłów, Pod Platanem                                  | [ 165 ]                       |
| 155. | 20 kwietnia 2024(dts)     | PpW Ewenement Wrestling                       | Polska                  | PpW Ewenement Haze                                       | Warszawa, Praga Centrum                               | [ 96 ] [ 166 ]                |
| 156. | 11 maja 2024(dts)         | Prime Time Wrestling                          | Polska                  | PTW #6: Total Blast from the Past                        | Legionowo, Arena Legionowo                            | [ 167 ]                       |
| 157. | 17 maja 2024(dts)         | Kombat Pro Wrestling                          | Polska                  | KPW Arena 25: Odkupienie                                 | Gdynia, Nowy Harem                                    | [ 46 ] [ 168 ]                |
| 158. | 8 czerwca 2024(dts)       | PpW Ewenement Wrestling                       | Polska                  | PpW Ledwo legalne IV                                     | Warszawa, Praga Centrum                               | [ 96 ] [ 169 ]                |
| 159. | 15 czerwca 2024(dts)      | Kombat Pro Wrestling                          | Polska                  | KPW @ Pyrkon 2024                                        | Poznań, Międzynarodowe Targi Poznańskie               | [ 46 ] [ 170 ]                |
| 160. | 7 lipca 2024(dts)         | Prime Time Wrestling                          | Polska                  | PTW X RYUCON 3                                           | Kraków, Tauron Arena                                  | [ 171 ]                       |
| 161. | 13 lipca 2024(dts)        | PpW Ewenement Wrestling                       | Polska                  | PpW Ale grzeje                                           | Warszawa, Teatr Komuna                                | [ 96 ] [ 172 ]                |
| 162. | 23 sierpnia 2024(dts)     | PpW Ewenement Wrestling                       | Polska                  | PpW Hardcore Friday X4                                   | Warszawa, 2Koła                                       | [ 96 ] [ 173 ]                |
| 163. | 25 sierpnia 2024(dts)     | Prime Time Wrestling                          | Polska                  | PTW Underground 22: FACE-OFF                             | Kozłów, Pod Platanem                                  | [ 174 ]                       |
| 164. | 7 września 2024(dts)      | Kombat Pro Wrestling                          | Polska                  | KPW Godzina Zero 2024                                    | Gdynia, Okrzei 6                                      | [ 46 ] [ 175 ]                |
| 165. | 20 września 2024(dts)     | PpW Ewenement Wrestling                       | Polska                  | PpW Hardcore Friday 2                                    | Warszawa, 2Koła                                       | [ 96 ] [ 176 ]                |
| 166. | 29 września 2024(dts)     | Prime Time Wrestling                          | Polska                  | PTW Walczymy dla Fundacji                                | Kozłów, Pod Platanem                                  | [ 177 ]                       |
| 167. | 12 października 2024(dts) | Maniac Zone Wrestling                         | Polska                  | MZW No Time to Die                                       | Wrocław, Dom Kultury Bakara                           | [ 178 ]                       |
| 168. | 19 października 2024(dts) | Prime Time Wrestling                          | Polska                  | PTW Underground 23: Halloweenowy łomot                   | Kozłów, Szafirowy Dwór                                | [ 179 ]                       |
| 169. | 26 października 2024(dts) | PpW Ewenement Wrestling                       | Polska                  | PpW Co za noc                                            | Warszawa, Mińska 65                                   | [ 96 ] [ 180 ]                |
| 170. | 30 października 2024(dts) | PpW Ewenement Wrestling                       | Polska                  | PpW Chcemy krwi!                                         | Warszawa, Kinoteka PKiN                               | [ 96 ] [ 181 ]                |
| 171. | 15 listopada 2024(dts)    | Kombat Pro Wrestling                          | Polska                  | KPW Arena 26: Wyścig                                     | Gdynia, Nowy Harem                                    | [ 46 ] [ 182 ]                |
| 172. | 15 listopada 2024(dts)    | PpW Ewenement Wrestling                       | Polska                  | PpW Piwo Przyjacielem Wrestlingu 2 - dzień 1             | Poznań, Międzynarodowe Targi Poznańskie               |                               |
| 173. | 16 listopada 2024(dts)    | PpW Ewenement Wrestling                       | Polska                  | PpW Piwo Przyjacielem Wrestlingu 2 - dzień 2             | Poznań, Międzynarodowe Targi Poznańskie               |                               |
| 174. | 16 listopada 2024(dts)    | Prime Time Wrestling                          | Polska                  | PTW Underground 24: Bania u Prezesa                      | Kozłów, Szafirowy Dwór                                | [ 183 ]                       |
| 175. | 1 grudnia 2024(dts)       | Legacy of Wrestling                           | Polska                  | Legacy of Wrestling                                      | Katowice, Królestwo                                   | [ 184 ] [ 185 ]               |
| 176. | 6 grudnia 2024(dts)       | PpW Ewenement Wrestling                       | Polska                  | PpW Hardcore Friday: Barszcz z krzesłami                 | Warszawa, 2Koła                                       | [ 96 ] [ 186 ]                |
| 177. | 7 grudnia 2024(dts)       | Prime Time Wrestling                          | Polska                  | PTW Underground 25: Wrestlingowe Mikołajki               | Kozłów, Szafirowy Dwór                                | [ 187 ]                       |
| 178. | 11 stycznia 2025(dts)     | Prime Time Wrestling                          | Polska                  | PTW: Nowe porządki                                       | Kozłów, Szafirowy Dwór                                | [ 188 ]                       |
| 179. | 24 stycznia 2025(dts)     | Kombat Pro Wrestling                          | Polska                  | KPW Arena 27: Nowe porządki                              | Gdynia, Nowy Harem                                    | [ 46 ] [ 189 ]                |
| 180. | 25 stycznia 2025(dts)     | PpW Ewenement Wrestling                       | Polska                  | PpW Gruba przesada                                       | Warszawa, Teatr Komuna                                | [ 96 ] [ 190 ]                |
| 181. | 15 lutego 2025(dts)       | Prime Time Wrestling                          | Polska                  | PTW: Wrestlingowe walentynki                             | Kozłów, Szafirowy Dwór                                | [ 191 ]                       |
| 182. | 21 lutego 2025(dts)       | PpW Ewenement Wrestling                       | Polska                  | PpW Hardcore Friday 21.000                               | Warszawa, 2Koła                                       | [ 96 ] [ 192 ]                |
| 183. | 15 marca 2025(dts)        | PpW Ewenement Wrestling                       | Polska                  | PpW Teraz albo nigdy                                     | Warszawa, Mińska 65                                   | [ 96 ] [ 193 ]                |
| 184. | 15 marca 2025(dts)        | Prime Time Wrestling                          | Polska                  | PTW: Wiosenna bijatyka                                   | Kozłów, Szafirowy Dwór                                | [ 194 ]                       |
| 185. | 29 marca 2025(dts)        | Maniac Zone Wrestling                         | Polska                  | MZW Forever                                              | Wrocław, Dom Kultury Bakara                           | [ 195 ]                       |
| 186. | 6 kwietnia 2025(dts)      | Legacy of Wrestling                           | Polska                  | Legacy of Wrestling vol. 2                               | Katowice, Królestwo                                   | [ 196 ] [ 197 ]               |
| 187. | 11 kwietnia 2025(dts)     | Kombat Pro Wrestling                          | Polska                  | KPW Arena 28: Zły omen                                   | Gdynia, Nowy Harem                                    | [ 46 ] [ 198 ]                |
| 188. | 12 kwietnia 2025(dts)     | Prime Time Wrestling                          | Polska                  | PTW: Prezes vs. Prezes                                   | Kozłów, Szafirowy Dwór                                | [ 199 ]                       |
| 189. | 30 kwietnia 2025(dts)     | PpW Ewenement Wrestling                       | Polska                  | PpW Ostatnia prosta                                      | Warszawa, Teatr Komuna                                | [ 96 ]                        |
| 190. | 16 maja 2025(dts)         | PpW Ewenement Wrestling                       | Polska                  | PpW Lucha Libre Extravaganza - dzień 1                   | Gdańsk, Stocznia Gdańska, hala Plenum                 | [ 96 ] [ 200 ]                |
| 191. | 17 maja 2025(dts)         | PpW Ewenement Wrestling                       | Polska                  | PpW Lucha Libre Extravaganza - dzień 2                   | Gdańsk, Stocznia Gdańska, hala Plenum                 | [ 96 ] [ 200 ]                |
| 192. | 31 maja 2025(dts)         | Prime Time Wrestling                          | Polska                  | PTW: Dzień dziecka                                       | Kozłów, Szafirowy Dwór                                | [ 201 ]                       |
| 193. | 1 czerwca 2025(dts)       | Prime Time Wrestling                          | Polska                  | PTW: Piknik charytatywny Fundacji Nadzieja Dzieci        | Kozłów, Szafirowy Dwór                                |                               |
| 194. | 4 czerwca 2025(dts)       | PpW Ewenement Wrestling                       | Polska                  | PpW x Mystic Festival - More Brutal Than Metal - dzień 1 | Gdańsk, Stocznia Gdańska                              | [ 96 ] [ 202 ] [ 203 ]        |
| 195. | 5 czerwca 2025(dts)       | PpW Ewenement Wrestling                       | Polska                  | PpW x Mystic Festival - More Brutal Than Metal - dzień 2 | Gdańsk, Stocznia Gdańska                              | [ 96 ] [ 202 ] [ 204 ]        |
| 196. | 7 czerwca 2025(dts)       | PpW Ewenement Wrestling                       | Polska                  | PpW Ledwo legalne 5                                      | Warszawa, Mińska 65                                   | [ 96 ] [ 205 ]                |
| 197. | 14 czerwca 2025(dts)      | Kombat Pro Wrestling                          | Polska                  | KPW @ Pyrkon 2025                                        | Poznań, Międzynarodowe Targi Poznańskie               | [ 46 ] [ 206 ]                |
| 198. | 20 czerwca 2025(dts)      | Kombat Pro Wrestling                          | Polska                  | KPW Arena 29: Czas antenowy                              | Gdynia, Nowy Harem                                    | [ 46 ] [ 207 ]                |
| 199. | 28 czerwca 2025(dts)      | Maniac Zone Wrestling                         | Polska                  | MZW Green Madness                                        | Wrocław, Dom Kultury Bakara                           | [ 208 ]                       |
| 200. | 28 czerwca 2025(dts)      | Prime Time Wrestling                          | Polska                  | PTW: Złoto dla zuchwałych                                | Kozłów, Szafirowy Dwór                                | [ 209 ]                       |
| 201. | 5 lipca 2025(dts)         | PpW Ewenement Wrestling                       | Polska                  | PpW Turniej TypeShit                                     | Warszawa, 2Koła                                       | [ 96 ] [ 210 ]                |
| 202. | 11 lipca 2025(dts)        | Legacy of Wrestling                           | Polska                  | Legacy of Wrestling vol. 3                               | Kraków, Tauron Arena                                  | [ 211 ]                       |
| 203. | 19 lipca 2025(dts)        | Prime Time Wrestling                          | Polska                  | PTW: Nietykalni                                          | Kozłów, Szafirowy Dwór                                | [ 212 ]                       |
| 204. | 27 lipca 2025(dts)        | Prime Time Wrestling                          | Polska                  | PTW: All About the Moné                                  | Kozłów, Szafirowy Dwór                                | [ 213 ]                       |
| 205. | 15 sierpnia 2025(dts)     | PpW Ewenement Wrestling                       | Polska                  | PpW Hardcore Friday Turniej TypeShit                     | Warszawa, 2Koła                                       | [ 96 ] [ 214 ]                |
| 206. | 22 sierpnia 2024(dts)     | Kombat Pro Wrestling                          | Polska                  | KPW Godzina Zero 2025                                    | Gdynia, Nowy Harem                                    | [ 46 ] [ 215 ]                |
| 207. | 30 sierpnia 2025(dts)     | Prime Time Wrestling                          | Polska                  | PTW: Apokalipsa                                          | Kozłów, Szafirowy Dwór                                | [ 216 ]                       |
| 208. | 20 września 2023(dts)     | PpW Ewenement Wrestling                       | Polska                  | PpW Mistrzowskie rozdanie 2                              | Warszawa, Mińska 65                                   | [ 96 ] [ 217 ]                |
| 209. | 27 września 2025(dts)     | Maniac Zone Wrestling                         | Polska                  | MZW Zjedz mu łeb                                         | Wrocław, Dom Kultury Bakara                           | [ 218 ]                       |
| 210. | 27 września 2025(dts)     | Prime Time Wrestling                          | Polska                  | PTW: Ból istnienia                                       | Kozłów, Szafirowy Dwór                                |                               |